# Hansjosef Böhles
Hansjosef Böhles (* 16. Juni 1946 in Nürnberg) ist ein deutscher Kinder- und Jugendmediziner und Hochschullehrer.

## Werdegang
Hansjosef Böhles studierte von 1966 bis 1972 Medizin in Erlangen und wurde dort zum Dr. med. promoviert. Von 1973 bis 1975 war er wissenschaftlicher Mitarbeiter am Babies Hospital der Columbia University, New York. 1979 habilitierte er sich für das Fach Kinderheilkunde und erhielt 1986 eine C3-Professur an der Universitätskinderklinik Erlangen. Im Jahr 1989 wurde Böhles auf eine C4-Professur an der Johann Wolfgang Goethe-Universität berufen und zum Direktor der Klinik für Kinderheilkunde I am Zentrum für Kinderheilkunde und Jugendmedizin des Universitätsklinikums ernannt. Diese Position hatte er bis zu seiner Emeritierung im Jahr 2012 inne. Von 1995 bis 1997 war Hansjosef Böhles Präsident der Deutschen Gesellschaft für Ernährungsmedizin (DGEM) und in den Jahren 2006 bis 2008 Präsident der Deutschen Gesellschaft für Kinder- und Jugendmedizin (DGKJ). Seine Forschungsgebiete waren die Biochemie der Ernährung und der Endokrinologie.

## Schriften (Auswahl)
- Stoffwechselerkrankungen im Kindes- und Jugendalter. Stuttgart, Thieme-Verlag 2016
- mit M. Qirshi: Transkulturelle Medizin. Migranten aus muslimischen und afrikanischen Lebenswelten im ärztlichen Alltag. Springer-Verlag, 2018
- Historische Fälle aus der Medizin. Erstbeschreibungen von der Ahornsiruperkrankung bis zum Pfeifferschen Drüsenfieber. Springer-Verlag 2020

## Ehrungen (Auswahl)
- 2006: Ehrenmitgliedschaft der Deutschen Gesellschaft für Ernährungsmedizin[5]